# تپه مرخ ۱
تپه مرخ ۱ مربوط به دوره نوسنگی تا عصر مس است و در شهرستان ازنا، بخش جاپلق، دهستان جاپلق شرقی، ۲۵۰۰ متری شرق روستای گنجه واقع شده و این اثر در تاریخ ۷ اسفند ۱۳۸۶ با شمارهٔ ثبت ۲۱۳۲۸ به‌عنوان یکی از آثار ملی ایران به ثبت رسیده است.